# 控制点
控制點，也稱內外控傾向、控制觀、控制軌跡、控制重心、制握信念，是心理學及人格心理學的一個維度概念。此概念最初年由美国社會學習理論家朱利安·罗特發展而來，且已經成為人格研究的一個領域。指人們的行為是取決於自己的控制（內部控制點），或是其他控制之外的外部力量（外部控制點）。屬於內部控制點的人相信他們可以控制他們的生活；而外部的人，則意味著他們相信生活中的決定和生活受到他們不能控制的環境因素或者機會、命運影響。
具有強大的內部控制點的個人相信他們生活中所發生的事件主要取決於他們自己的行為，例如：當接受考核時，具有較強內部控制點的人傾向於讚揚或歸咎於他們自己和自己的能力。 具有較強的外部控制點的人則傾向於讚美或責怪外部因素，像是他們的老師或測驗的方式。控制點已經證明能夠預測一些工作結果，特別是在工作滿意度與工作表現上。
在心理學的各個領域，如教育心理學、健康心理學和臨床心理學等領域中皆有許多關於控制點的研究。而是否能夠更全面及具體的在各個場所及領域中實際運用控制點的爭論還在持續進行著。此外控制軌跡需要與歸因方式（英語：Attributional Style）或是自我效能（英語：self-efficacy）進行仔細的區分。同時控制點也是自我評價（英語：self-evaluations）的四個核心維度之一，此外還有神經質（英語：neuroticism）、自我效能與自尊（英語：self-esteem）。

## 歷史
控制點的架構在朱利安·罗特於1954年出版的專書《社會學習與臨床心理學（英語：Social learning and clinical psychology）》中提出；此後又於1966年發表了一篇心理學專倫，總結了他與他的學生十多年的研究（大部分是未曾發表的）。1976年赫伯特·萊夫庫（英語：Herbert M. Lefcour）在其著作《控制點：理論與研究的當前趨勢（英語：Locus of control: current trends in theory and research）》中試著將控制點追朔到阿爾弗雷德·阿德勒，但其背景卻仍然基於羅特和他的學生。不過早在1950年代James和Phares就在俄亥俄州立大學開始為羅特未發表的博士論文做準備。
此外羅特在1975、1990年針對了他人在使用控制點上的誤解和問題做了討論。

## 個人取向
|            | 感覺控制點 |      |
| 內部       | 外部       |      |
| 歸因穩定   | 能力       | 難度 |
| 不歸因穩定 | 努力       | 運氣 |

羅特提醒：內部控制與外部控制是一個連續維度的兩端，而不是分開的兩種類別或是型態。
內部控制傾向將事件的結果歸因於他們自己的控制、將行動的結果認為是自己的努力所成就的，且辛勤的工作將可以獲得相對應積極的成果。他們還認為，每一個行動都有其後果，這些後果取決與他們是否想要控制這個結果，且這使得他們接受所發生的事實結果。外部控制則傾向將事件的結果歸因於外部環境，具有外部控制傾向的人傾向相信他們生活中發生的事情是不受控制的，甚至自身的行為也是外部因素（例如命運、運氣、具有強大能力或權威的他人）的影響，並且相信這個世界太過複雜，不可能成功的預測或是控制結果；這樣的人傾向責怪他人，而不是他們自己所造成的結果。然而內控傾向即歸因於努力、外控傾向與歸因於運氣並不是絕對相關；但內控與外控在此差異上有顯著的差異與影響。就其成就動機而言，內部控制與更高的成就需求相關聯；外部控制則認為他們對己身命運的可控制程度較低，具有外部控制傾向的人更容易患上焦慮，抑鬱和臨床抑鬱。
內部控制具有兩個基本特徵：高成就動機與低外向性，這是羅特1966年提出控制點尺度量表的基礎。且羅特相信控制點是一個單維度的架構，但控制點的單維性自1970年以來一直不斷受到挑戰。伯納德·韋納（Bernard Weiner）在1970年代早期期初，與內在外在的維度上還應該考慮歸因於穩定和歸因於不穩定的因素之間的差異。韋納提出的新維度指出，結果可以在內部歸因為穩定原因（例如能力）及不穩定原因（例如努力），在外部也可以歸因於穩定原因（例如任務的困難）與不穩定的原因（例如運氣）。
在積極事件發生後，人們通常會形成一個更內部的控制點。負面事件後更多的外部控制點。

## 量測工具
最廣泛的控制點測量問卷是羅特1966年提出的控制點尺度量表，有23個題項加上6個填充題。
帕特里·杜特懷勒（Patricia C. Duttweiler）在1984年提出「內部控制指數（Internal Control Index, ICI）」，解決了羅特控制點尺度量表的幾個問題，包括強迫選擇格式、對社會期望的異質性與敏感性。杜特懷勒的ICI量表共有28題，為李克特式量表；評估與內部控制相關的變量：認知處理、自主性、對社會影響的抵抗、自信和滿足。

## 應用

### 健康心理學
控制點的最著名的應用領域可能是健康心理學，這主要歸功於Barbara Wallston、Kenneth Wallston、Gordon Kaplan與Shirley Maides於1993年發表了「健康控制點（Health Locus of Control, HLC）」量表，對健康領域相關的控制點進行了評估。

### 組織心理學
控制點的概念也被應用在工業與組織心理學、運動心理學、教育心理學、宗教心理學中，在工業與組織心理學的研究領域中，擁有內部控制點被認為比外部控制點更容易促成轉換工作的實際行動，而不只是談論想要換工作這件事情。

### 宗教心理學
1974年，Richard Kahoe發表了一篇宗教心理學的研究，指出內在的宗教傾向（intrinsic religious orientation）與內部控制點有正向相關性，而外在的宗教傾向（extrinsic religious orientation）則是負向相關。

### 環境保護
在環境保護與環境教育的研究中，內部控制點被認為有助於環境保護行為。一些研究也認為內部控制點可能是五大性格特質中情緒穩定性能夠產生環境保護行為的因子。